# Ćolowie

Tereny pod panowaniem dynastii Ćolów

Ćolowie – dynastia południowoindyjska pochodzenia tamilskiego panująca od ok. III w. p.n.e. do końca XII wieku. 
Supremacja dynastii przypada na wiek XI–XII. Za panowania wywodzących się z niej władców: Radźaradźi Wielkiego, Radźendry I i Kulottungi I imperium Ćolów znacznie rozszerzyło swoje terytorium. Pod jego panowaniem znalazła się większość półwyspu Dekan, Cejlon, Malaje, Sumatra i wybrzeże Zatoki Bengalskiej.